# Грос-Пластен
Грос-Пластен (нем. Groß Plasten) — община в Германии, в земле Мекленбург-Передняя Померания.
Входит в состав района Мекленбургское Поозёрье. Подчиняется управлению Зеенландшафт Варен. Население составляет 737 человек (на 31 декабря 2010 года). Занимает площадь 17,46 км².

## Достопримечательности
- Замок Фархентин